# Rejowiec Fabryczny
Rejowiec Fabryczny è una città polacca del distretto di Chełm nel voivodato di Lublino.
Ricopre una superficie di 14,28 km² e nel 2007 contava 4 495 abitanti.